# Јуџин Сајмон
Јуџин Мајкл Сајмон (енгл. Eugene Michael Simon; 11. јун 1992) енглески је глумац.
Најпознатији је по улози Џерома Кларка у ТВ серији Кућа бога Анубиса и Ланцеа Ланистер у Игри престола.

## Филмографија
| Улоге Јуџина Сајмона |                                |               |                        |          |
| Година               | Српски назив                   | Изворни назив | Улога                  | Напомена |
| 2003.                | Мој тата је премијер           |               | Хари                   |          |
| 2004.                | Убиство у предграђа            |               | Џош Тејлор             |          |
| 2005.                | Казанова                       |               | Казанова са 11 година  |          |
| 2005.                | Моја породица и друге животиње |               | Џералд Дарел           |          |
| 2005.                | Ноје и Саскиа                  |               | Еди                    |          |
| 2006.                |                                |               | Млади Феликс Метузалем |          |
| 2010.                | Бен Хур                        |               | Млади Јуда Бен Хур     |          |
| 2011—2013.           | Кућа бога Анубиса              |               | Џером Кларк            |          |
| 2011—2012.           | Игра престола                  |               | Ланцел Ланистер        |          |
| 2012.                | Лето у Трансилванији           |               | Макс                   |          |
| 2013.                | Пре мог сна                    |               | Млади Јуџин            |          |